# Талышская жаба
Талышская жаба, или жаба Эйхвальда (лат. Bufo eichwaldi), — узкоареальный вид жаб, эндемик гирканских лесов южного Прикаспия. Впервые он был описан Литвинчуком, Боркиным, Скориновым и Розановым в 2008 году и обнаружен в Талышских и Эльбурсских горах в Азербайджане и некоторых частях северного Ирана. Ранее считался подвидом кавказской жабы (Bufo verrucosissimus).

## Биология
Длина тела взрослых самцов составляла 8,16—10,92 см, самок — 9,50—11,15 см. Очень похожа на Bufo verrucosissimus, но отличается более длинной и массивной головой, пропорциями тела, текстурой кожи, окраской и многочисленными тёмными пятнами на животе у самцов. Кроме того, у талышской жабы голова с крутым (не резко закругленным) кончиком морды, однородная тускло-коричневая спинка, паротоидный край (соприкасающийся с барабанной перепонкой) с чёрными отметинами и несколько более крупных округлых бугорков на спине, немного более тёмного коричневого цвета, чем поверхность.
Самцы созревают раньше самок и, вероятно, ввиду раннего перераспределения энергетических затрат в сторону формирования генеративной системы, имеют меньшие размеры. Как и другие представители комплекса «Bufo bufo», талышские жабы относятся к долгоживущим земноводным: предельный возраст самок составил 9, а самцов — 8 лет.

## Распространение
На территории северо-западного Ирана (провинции Гилян, Мазандаран и Голестан) и Талыша на юго-востоке Азербайджана (Астаринский, Ленкоранский, Лерикский, Масаллинский, Ярдымлинский и Джалилабадский районы). Живёт на высоте до 1200 метров над уровнем моря. Её среда обитания — широколиственные леса, но иногда встречается и в низинных болотах и садах.

## Образ жизни
Активна в основном в сумерках. Нерест происходит в неглубоких расширениях источников с относительно чистой водой. В Ленкоранской низменности головастики метаморфизируются в середине мая, тогда как в горах метаморфозы происходят в июне — июле. Длина постметаморфизованных жаб составляла 12—13 мм. Имеет равномерный тусклый коричневато-серый цвет с большими круглыми бугорками на спине и меньшими на брюхе. Он отличается от B. verrucosissimus тем, что тело имеет другие пропорции, голова имеет резкую, неокругленную морду, а околоушная железа имеет черные отметины в местах соприкосновения с барабанной перепонкой. У самца есть тёмные пятна на бледном животе, и он значительно меньше самки.
Основу рациона жаб составляют различные наземные беспозвоночные, преимущественно насекомые.

### Угроза исчезновения
Вырубка лесов людьми приводит к сокращению численности. В настоящее время вид находится под большой угрозой исчезновения из-за обширных рубок леса. Например, в 1991 году в лесу у села Тангеруд наблюдали большое количество молоди, однако в 2001 г., когда лес был вырублен, жаб не наблюдали.
Красный список МСОП находящихся под угрозой исчезновения видов, списки этого вида, как уязвима. Считается, что он сократился на 30 % за последние 24 года и имеет низкую плотность фрагментированных популяций в диапазоне около 17 тысяч квадратных километров горной территории. Ему угрожает потеря среды обитания, так как леса, в которых он живет, вырубают на древесину.

## Размножение
Размножение проходит во временных, мелких непроточных водоёмах с глинистым дном, низкой прозрачностью и слабо развитой водной растительностью.
Изучение биологии размножения жабы в горах Талыша позволяют говорить об её экологическом сходстве не с географически близкой кавказской жабой, размножающейся в горных потоках в течение длительного (по-видимому, не менее 2 месяцев) периода, а с широко распространенным в лесном поясе Европы и Западной Азии видом — обыкновенной жабой (Bufo bufo (Linnaeus, 1758). Как талышской, так и обыкновенной жабам свойственны сжатые сроки размножения (для B. bufo — 3—14 суток на одном водоеме), узкий диапазон репродуктивных температур и предпочтение в качестве мест нереста стоячих и слабопроточных водоемов.
Минимальная длительность эмбриогенеза популяции южной части Ленкоранской низменности при температуре +11…23 °С составляет 19 суток.